# Youth Brigade
A Youth Brigade amerikai punkzenekar. Jelenlegi tagok: Shawn Stern, Mike Stern, Mike Hale és Brian Hanover. 1980-ban alakultak meg Hollywoodban. Két korszakuk volt: először 1980-tól 1987-ig működtek, majd 1991-től napjainkig.

## Stúdióalbumok
- Sound and Fury (1982)
- Sound and Fury (1983)
- The Dividing Line (1986)
- Happy Hour (1994)
- To Sell the Truth (1996)